# Palácio Burnay
O Palácio Burnay, também denominado por Palácio dos Patriarcas por ter sido residência oficial de verão dos patriarcas de Lisboa, situa-se na freguesia portuguesa de Alcântara, no município de Lisboa, mais precisamente na Rua da Junqueira, sendo da autoria de Nicola Bigaglia.
Este palácio  está classificado como Imóvel de Interesse Público desde 1982.

## História
Foi mandado erigir por D. Vasco César de Meneses, tendo as obras decorrido entre 1701 e 1734. Foi adquirido por Henrique Burnay, 1.º Conde de Burnay, e sofrido obras de alteração e restauro no século XIX e mais recentemente no início da década de 1940.
Durante várias décadas aí esteve instalado o ISCSP. Estiveram nele instalados Serviços de Reitoria e Acção Social da Universidade Técnica de Lisboa até 2001, além do Instituto de Investigação Científica Tropical. Tendo com a saída destas entidades sido devotado a um estado de degradação e abandono.
Em 2021, foi noticiado que o palácio foi vandalizado e desaparecido todas as telas que adornavam o edifício.
Em janeiro de 2024, foi anunciado que um investimento de quase 16 milhões de euros será feito na reabilitação do Palácio Burnay, onde ficará instalada a Museus e Monumentos de Portugal. 